# Ноале
Ноале (итал. Noale) је насеље у Италији у округу Венеција, региону Венето.
Према процени из 2011. у насељу је живело 10500 становника. Насеље се налази на надморској висини од 11 м.

## Становништво
Према резултатима пописа становништва 2011. у општини је живело 15.708 становника.
| 1931. | 1936. | 1951. | 1961. | 1971.  | 1981.  | 1991.  | 2001.  | 2011.  |
| ----- | ----- | ----- | ----- | ------ | ------ | ------ | ------ | ------ |
| 7.009 | 7.303 | 8.635 | 8.941 | 10.639 | 12.065 | 13.363 | 14.790 | 15.708 |

## Партнерски градови
- Дилиџан